# Bürgerschaftswahl in Hamburg 1966
- SPD: 74
- FDP: 8
- CDU: 38

- Regierung: 74
- Opposition: 46

Am 27. März 1966 fand die Wahl zur 6. Wahlperiode der Bürgerschaft der Freien und Hansestadt Hamburg (Bürgerschaftswahl) statt. Dieser Artikel beschäftigt sich mit der Wahl, der Sitzverteilung und den wichtigsten Themen der Wahlperiode.
Die SPD errang mit 59 % der Stimmen die absolute Mehrheit und das beste Ergebnis seit dem Zweiten Weltkrieg. Es wurden bei der Wahl 120 Abgeordnete in die Bürgerschaft entsandt.

## Wahlergebnis und Sitzverteilung
Das Ergebnis der Wahl zur Bürgerschaft 1966 lautete:
| Partei | Stimmen | in Prozent | Sitze |
| ------ | ------- | ---------- | ----- |
| SPD    | 558.754 | 59,0 %     | 74    |
| CDU    | 284.501 | 30,0 %     | 38    |
| FDP    | 064.837 | 6,8 %      | 08    |
| NPD    | 036.654 | 3,9 %      | -     |
| FSU    | 003.056 | 0,3 %      | -     |

Am 29. Oktober 1969 wechselte der Abgeordnete Plattner von der FDP-Fraktion zur CDU-Fraktion.

## Regierung
Die SPD stellte nach zwei Wahlperioden in einer Koalition mit der FDP in der 6. Wahlperiode die Regierung alleine. Herbert Weichmann stand als Erster Bürgermeister ein zweites Mal an der Spitze des Hamburger Senates. Den Posten des zweiten Bürgermeisters übernahm Wilhelm Drexelius. Der Vollständige Senat wurde in der zweiten Plenarsitzung am 27. April 1966 vorgestellt und vereidigt. Neu geschaffen wurde die Justizbehörde aus der Gefängnisbehörde und der Justizverwaltung. Senator der neuen Behörde wurde der spätere Bürgermeister Peter Schulz. Senator Walter Schmedemann trat zum 11. Januar 1967 von seinem Posten zurück. In der 16. Sitzung der Wahlperiode wurde für ihn Hans-Joachim Seeler gewählt und vereidigt.
→ Siehe auch: Senat Weichmann II

## Hauptthemen während der 6. Wahlperiode
Schwerpunkt der Arbeit der Bürgerschaft waren vor allem in den Sachbereichen Schulwesen, Inneres, sowie Bau- und Wohnungswesen.
Eine der Hauptbereiche der aktuellen politischen Auseinandersetzung waren die Studentenunruhen und die Opposition außerhalb des Parlamentes. Ein über Jahre geplantes Hochschulreformgesetz konnte verabschiedet werden. Diese zwischen den Parteien, der Universität und den Studenten heiß umkämpfte Reform konnte erst am Ende der Wahlperiode nach vielen Kompromissen durch die Bürgerschaft angenommen werden. Der in der Bürgerschaft zur Abstimmung vorgelegte Gesetzentwurf wich von dem ehemaligen Senatsentwurf deutlich ab.
Es gab innerhalb der 6. Wahlperiode zwei Parlamentarische Untersuchungsausschüsse (PUA).
- Am 22. April 1966 wurde der erste Untersuchungsausschuss der Wahlperiode von der CDU beantragt. Gegenstand war die „Überprüfung der besonderen Sicherungsmaßnahmen und der Anwendung unmittelbaren Zwanges in den Hamburger Vollzugsanstalten“. Er setzte die Arbeit des bereits in der 5. Wahlperiode eingesetzten Ausschusses fort. Der Inhalt der Untersuchung war der Tod des Untersuchungsgefangenen Ernst Haase. Der amerikanische Staatsbürger war nach Misshandlungen am 30. Juni 1964 zu Tode gekommen. Zum PUA-Vorsitzende wurde Hans-Joachim Seeler bestellt, der bis zum 11. Januar 1967 diesen Posten ausübte. Er gab dann wegen seines Wechsels in den Senat den Vorsitz an Dr. Eberhard Beermann (SPD) ab. Dem Untersuchungsausschuss begleitete eine breite Diskussion innerhalb und außerhalb des Parlaments über den Umgang mit psychisch kranken Straftätern.
- Am 8. Dezember 1967 wurde der zweite PUA wieder durch die CDU beantragt und einstimmig angenommen. Der Gegenstand war die Überprüfung von Krankenhausneubauten. Vorsitzender war der Abgeordnete Hellmut Kalbitzer (SPD).

## Frauenquote
Von den 120 Abgeordneten der Bürgerschaft waren 18 weiblich (15 %). 12 wurden für die SPD ins Parlament gewählt, 5 für die CDU und eine für die FDP. Es waren weniger weibliche Abgeordnete als in der 5. Wahlperiode (21 Frauen) aber mehr als in der Nachfolgenden (14).